# Brokenhead
Brokenhead es un municipio rural canadiense situado en la provincia de Manitoba.

## Superficie
Brokenhead tiene una superficie de 749,69 km².

## Demografía
En 2021, tenía 5414 habitantes, una densidad poblacional de 7,2 hab./km², y 2213 viviendas.